# Стадіон Гданського осередку спорту
«Міський центр спорту та відпочинку» (пол. «Stadion Miejskiego Ośrodka Sportu i Rekreacji») — багатофункціональний стадіон у місті Гданськ, Польща, домашня арена регбійного клубу «Лехія Гданськ». 
Стадіон побудований та відкритий 1927 року. У 1935 та 1983 роках арена реконструйовувалася. Під час реконструкції 2006 року під трибунами було виявлено боєприпаси часів Другої світової війни, в результаті чого було виконано позапланові земельні роботи з їх виявлення та знешкодження. В результаті реконструкції було модернізовано трибуни, на яких дерев'яні лави замінені на пластикові крісла. Над трибунами встановлено дах. Було відновлено ігрове поле. У 2008 році встановлено системи освітлення та підігріву поля. З часу відкриття стадіон залишається в історичних межах. Навіть під час розширення збільшення кількості місць здійснювалося за рахунок підняття трибун та збільшення на них кількості рядів. Після реконструкції 2006 року потужність арени становила 15 000 глядачів, однак у 2008 році в цілях безпеки місткість зменшено до 11 811 місць.
Неофіційно арену називають стадіоном «Лехії Гданськ», оскільки він є домашньою ареною однойменного регбійного клубу, а протягом 1945—2011 років був домашньою ареною ФК «Лехія Гданськ», який нині домашні матчі проводить на «Арені Гданськ». 